# 관 (무술)
관(館)은 말 그대로 건물이나 홀을 의미하지만 무술에서 사용될 때는 같은 스타일 및 지도자를 따르는 무술가의 학교나 소속을 가리킬 수도 있다.

## 같이 보기
- 청도관
- 송무관
- 연무관
- 무덕관
- 지도관
- 창무관
- 한무관
- 오도관
- 강덕원
- 정도관